# جيانيانغ (سيتشوان)
جيانيانغ، سيتشوان (بالصينية: 简阳市) هي مدينة على مستوى مقاطعة، في الصين، تقع في تشنغدو، وزيانج، ونيجيانج، بلغ عدد سكانها 1,045,900 نسمة وذلك حسب إحصائيات سنة 2014، تبلغ مساحتها 2,215 كيلومتر مربع، رمزها البريدي هو 641400.

## التقسيمات الإدارية
- Jiancheng Subdistrict  [لغات أخرى]‏
- Shiqiao Subdistrict  [لغات أخرى]‏
- Xinshi, Ziyang [الإنجليزية]‏
- Sanhe, Jianyang [الإنجليزية]‏
- Taipingqiao Town, Jianyang  [لغات أخرى]‏
- Wumiao Town  [لغات أخرى]‏
- Wangshui Township  [لغات أخرى]‏
- Pu'anxiang  [لغات أخرى]‏.